# Un millier d'années de bonnes prières
Pour plus de détails, voir Fiche technique et Distribution.
Un millier d'années de bonnes prières (A Thousand Years of Good Prayers) est un film américain réalisé par Wayne Wang, sorti en 2007.

## Fiche technique
- Titre : Un millier d'années de bonnes prières
- Titre original : A Thousand Years of Good Prayers
- Réalisation : Wayne Wang
- Scénario : Yiyun Li
- Musique : Lesley Barber
- Photographie : Patrick Lindenmaier
- Montage : Deirdre Slevin
- Société de production : The Match Factory
- Pays d'origine :  États-Unis
- Langue : anglais, mandarin standard, persan
- Format : Couleurs - 1,78:1 - Dolby Digital - 35 mm
- Genre : Drame, Romance
- Durée : 83 minutes
- Date de sortie : 9 septembre 2007 (Festival international du film de Toronto)

## Distribution
- Henry O (en) : M. Shi
- Pavel Lychnikoff : Boris
- Feihong Yu : Yilan
- Vida Ghahremani : madame
- Megan Albertus : femme médecin légiste
- Wes Deitrick : collectionneur d'antiquité
- Angela Dierdorff Petro : Maggie
- Liz Mathews : femme d'affaires
- Ryan Sanson : passager de l'avion
- Tracy Schornick : Troy
- Trent Sweeney : Boy
- Patrick Treadway : sans-abris
- Lonny W. Waddle : passager du bus

## Distinctions

### Récompenses
- Festival de Saint-Sébastien 2007 :
  - Coquille d'or
  - Coquille d'argent du meilleur acteur pour Henry O (en)